# Constitucions romanes
Constitucions romanes (en llatí constitutiones) és el nom genèric (sempre en plural) donat als decrets, edictes i epístoles dels emperadors romans que havien de ser obeïts de forma obligada, diu el jurista Gai. Justinià I diu que són vinculants. El Digest les anomena sempre constitutiones. Les modernes constitucions deriven d'aquest nom, perquè si bé no es tractava de lleis fonamentals reguladores com modernament, si eren les lleis principals de l'estat.
Tenien diferents denominacions:
- Orationes, peticions que a l'inici de l'Imperi l'emperador presentava al senat, com un "projecte de llei" que després referendava un senatusconsultum.
- Edictes (edictales leges, generales leges, leges perpetuae, etc.) eren lleis que promulgava l'emperador dirigides a tots els súbdits, de forma semblant als edictes promulgats pels magistrats romans durant la República.
- Mandata, pels quals l'emperador delegava la seva autoritat a altres magistrats, com ara els legats o els prefectes. Eren mandats administratius, però es poden considerar lleis perquè donaven instrucccions sobre la forma d'exercir el mandat.
- Decreta i Rescripta. Eren emesos per l'emperador com a jutge o magistrat suprem. Els decrets eren decisions de l'emperador sobre les consultes d'un tribunal de primera instància o d'apel·lació. Els rescriptes (rescripta) eren decisions provisionals sobre un tema legal que havia consultat a l'emperador un jutge o un particular. Els fets s'investigaven i un altre magistrat en donava la sentència. Els rescriptes eren de dues menes: les epistolae i les subscriptiones o adnotationes. Les primeres són respostes a consultes concretes, i el Digest en conserva moltes donades per Hadrià i per Caracal·la. Les subscriptiones són breus opinions sobre casos sotmesos a l'emperador que els responia en un escrit al peu de la petició. Era la forma habitual de respondre a les consultes dels particulars. A l'Imperi Romà d'Orient, va existir una forma especial de rescripte anomenada «sanció pragmàtica», redactada en un llenguatge solemne, que tenien més força que les senzilles. L'emperador Zenó va limitar el seu ús a les respostes que es donaven a les corporacions.

Quan s'elaborava un tipus qualsevol de constitució, l'emperador era assistit per un "consilium" format pels prefectes de la ciutat i del pretori acompanyats dels juristes més eminents, que es va anar convertint en un consell d'estat (consistorium). L'emperador el consultava periòdicament per resoldre les apel·lacions, i ja en temps de Marc Aureli la sala on es reunien s'anomenava auditorium principis. El Codex Theodosianus conserva moltes d'aquestes constitucions.